# Park Tivoli (Berg en Dal)
Park Tivoli of Amusementspark Tivoli is een attractiepark gelegen in Berg en Dal, nabij Nijmegen, Gelderland, Nederland. In de loop van de tijd zijn er meerdere eigenaren geweest en is het park diverse malen uitgebreid.

## Attracties
De meer dan 30 attracties en speeltoestellen in Amusementspark Tivoli zijn gericht op basisschoolkinderen vanaf 2 jaar. 
Voor de jongste kinderen is er Harm’s Kippenfarm, het mini-reuzenrad, de botsauto’s, zweefmolen, draaimolen, buggy’s, 't Vliegende Piraatje, de Regenboogreis en binnenspeeltuin Circus Fun City. Bij Harm’s Kippenfarm is ook een speelplek voor de allerkleinsten, ’t Dreumeshofje, met een babyschommel, veer schildpad, zandbak en speelhuisje met glijbaantje. 
Voor de wat oudere kinderen zijn er Achtbaan, BeeBee, spookhuis “Het Griezelbos”, botsauto’s, Skypie, de Race Pop-ups en een luchtkussen. Achter de binnenspeeltuin is een speelplek voor de wat oudere kinderen, het Spring- en speelparadijs. Hier bevinden zich o.a. een grote Air trampoline, vierpersoonswip en een vogelnestschommel. Ook staan hier picknickbanken.
Binnenspeeltuin Circus Fun City heeft onder andere ballenbakken, glijbanen, touwbruggen en klimrekken. Voor de allerkleinsten (tot 4 jaar) is er een apart speelhoekje met lachspiegels en grote stapelblokken. Voor de wat oudere kinderen en volwassenen staan er playstations.
Onderdeel van het park is een midgetgolfbaan.

## Mascottes
De hoofdmascottes van het park zijn de tweeling Tiffi en Toffi. Toffi is een blonde jongen met een rood T-shirt, spijkerbroek en rode pet. Tiffi is zijn zusje en heeft bruin haar en een geel met rood jurkje aan.